# Леонард Гвет
Леонард Шателін Гвет (фр. Leonard Chatelin Gweth; нар. 2 жовтня 2002, Яунде, Камерун) — камерунський футболіст, нападник клубу Вищої ліги Білорусі «Німан» (Гродно).

## Життєпис
Вихованець камерунської футбольної школи «Лекі» з однойменного міста, до якої потрапив у віці 14 років. Свій перший професійний контракт уклав у 17-річному віці з камерунським АПЕЖЕСом, у складі якого ставав срібним призером чемпіонату. Влітку 2022 року перейшов до бельгійського «Гента», де виступав на молодіжному рівні. Однак провів за бельгійський клуб лише декілька матчів й незабаром отримав серйозну травму. Наступного сезону влітку 2023 року підписав контракт із литовським клубом БФА. Дебютував за клуб футболіст 22 вересня 2023 року у матчі проти клубу «Невежис», в якому вийшов на поле у стартовому складі. Дебютним голом за клуб відзначився 7 жовтня 2023 року у матчі проти «Йонави». Після закінчення сезону залишив литовський клуб.
У січні 2024 року прибув на перегляд до білоруського клубу «Німан». Незабаром головний тренер гродненського клубу повідомив, що з футболістом буде підписано контракт. Наприкінці лютого 2024 року повідомлялося, що підписання контракту з футболістом затримується через зволікання з боку Литовської футбольної федерації, в результаті якого гравець не може отримати трансферний сертифікат. У березні 2024 року офіційно підписав контракт із клубом, розрахований до кінця сезону з опцією продовження ще на рік. Дебютував за клуб 9 березня 2024 року у чвертьфінальному матчі-відповіді Кубку Білорусі проти столичного «Мінська», в якому вийшов на поле в стартовому складі. Перший матч у чемпіонаті зіграв 16 березня 2024 року проти новополоцького «Нафтана», в якому вийшов на поле в стартовому складі. Дебютним голом за клуб відзначився 31 березня 2024 року в матчі проти «Гомеля». 13 квітня 2024 року в матчі проти могильовського «Дніпра» відзначився дублем.

## Досягнення
«Німан» (Гродно)
- Кубок Білорусі
  -  Володар (2): 2023/24, 2024/25